# Carl Hauser (Politiker)
Carl Hauser (* 5. Juli 1865 in Freiburg im Breisgau; † 10. März 1917 ebenda) war ein deutscher Politiker, Mitglied des Deutschen Reichstags.

## Leben
Hauser besuchte die Volksschule von 1871 bis 1875 und die höhere Bürgerschule bis 1881. Er war Lehrling in Freiburg bis 1883 und als Geselle in Stuttgart, Mainz, Magdeburg, Dresden, Pirna und Freiburg. Als Einjährig-Freiwilliger diente er 1884/85 beim 5. Badischen Infanterie-Regiment Nr. 113. Seit 1899 war Stadtverordneter in Freiburg, seit 1896 1. Kommandant der Feuerwehr und seit 1904 Bezirksrat.
Von 1907 bis 1912 war er Mitglied des Deutschen Reichstags für den Wahlkreis Großherzogtum Baden 5 (Freiburg im Breisgau, Emmendingen) und die Deutsche Zentrumspartei.